# Traktat warszawski (1705)

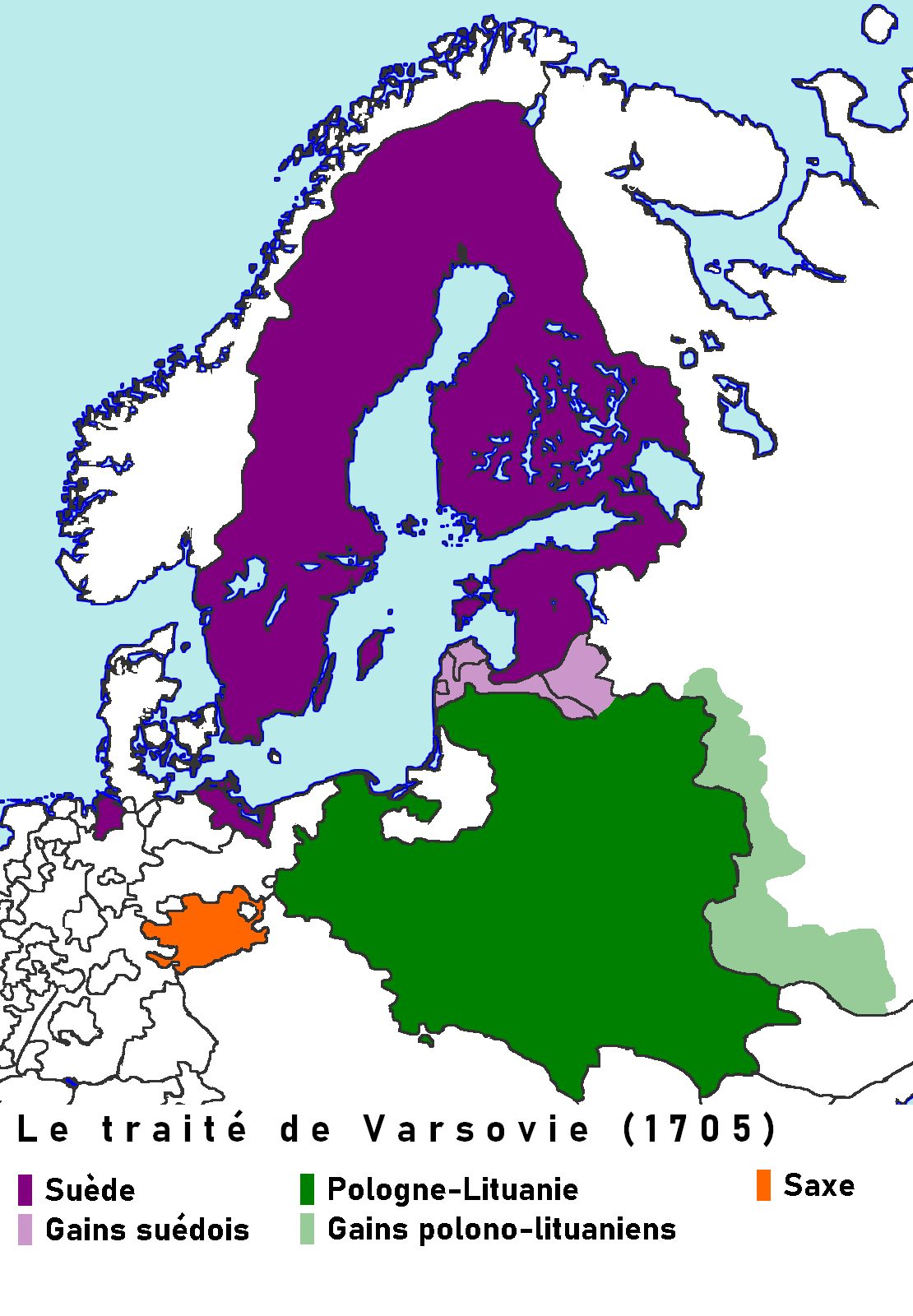
Terytorialne konsekwencje traktatu warszawskiego

Traktat warszawski – traktat wieczystego pokoju i przymierza zawarty 28 listopada 1705 roku w Warszawie pomiędzy królem Szwecji Karolem XII a królem Polski Stanisławem Leszczyńskim i Rzecząpospolitą, mocą którego Rzeczpospolita została związana wieczystym sojuszem obronnym z Królestwem Szwecji. Szwedzi uzyskali specjalne przywileje militarne, polityczne i handlowe, a postanowienia te miały zostać prawem kardynalnym, którego Rzeczypospolitej nie wolno było zmienić.
Podpisanie traktatu poprzedziły rokowania 12 komisarzy konfederacji warszawskiej z Arvidem Hornem, Justusem von Palmenbergiem i Georgiem Wachslagerem.

## Postanowienia
- za cel wspólnej wojny uznano wspólną walkę z Augustem II Mocnym i carem Piotrem I Wielkim, wypędzenie z granic Polski Augusta II Mocnego wraz z jego stronnikami i zmuszenie go do abdykacji oraz zadośćuczynienie dla króla szwedzkiego i Rzeczypospolitej;
- król szwedzki zobowiązał się zwrócić Rzeczypospolitej ziemie zdobyte na Moskwie a utracone przez nią w ostatniej wojnie;
- Karol XII zyskał prawo do utrzymywania wojsk szwedzkich na terenie Rzeczypospolitej oraz ich przemarszu i rekrutacji;
- Rzeczpospolita pozbawiona została możliwości zawierania przymierzy niekorzystnych dla Szwecji i innych bez jej zgody;
- Rzeczpospolita zobowiązała się wziąć w opiekę dom Sobieskich, wyjednać przy zawieraniu pokoju z Augustem uwolnienie książąt oraz przejąć odpowiedzialność za pożyczoną przez nich sumę pieniężną;
- Rzeczpospolita miała uznać tytuł królewski elektora brandenburskiego w zamian za uznanie Stanisława;
- Sapiehowie mieli być przywróceni do wszystkich godności, urzędów i majątków, sprawcy ich poniżenia mieli być ukarani;
- Szwecja uzyskała koncesje w dziedzinie handlu i żeglugi;
- Królestwo Szwecji miało zyskać Księstwo Kurlandii, a Karol XII dążył do wywalczenie praw dla polskich dysydentów. Wobec dużego sprzeciwu Polaków, król szwedzki odstąpił od tych pomysłów.